# Boopedon
Boopedon es un género de saltamontes de la subfamilia Gomphocerinae, familia Acrididae, y está asignado a la tribu Amblytropidiini. Este género se distribuye en Estados Unidos y México.

## Especies

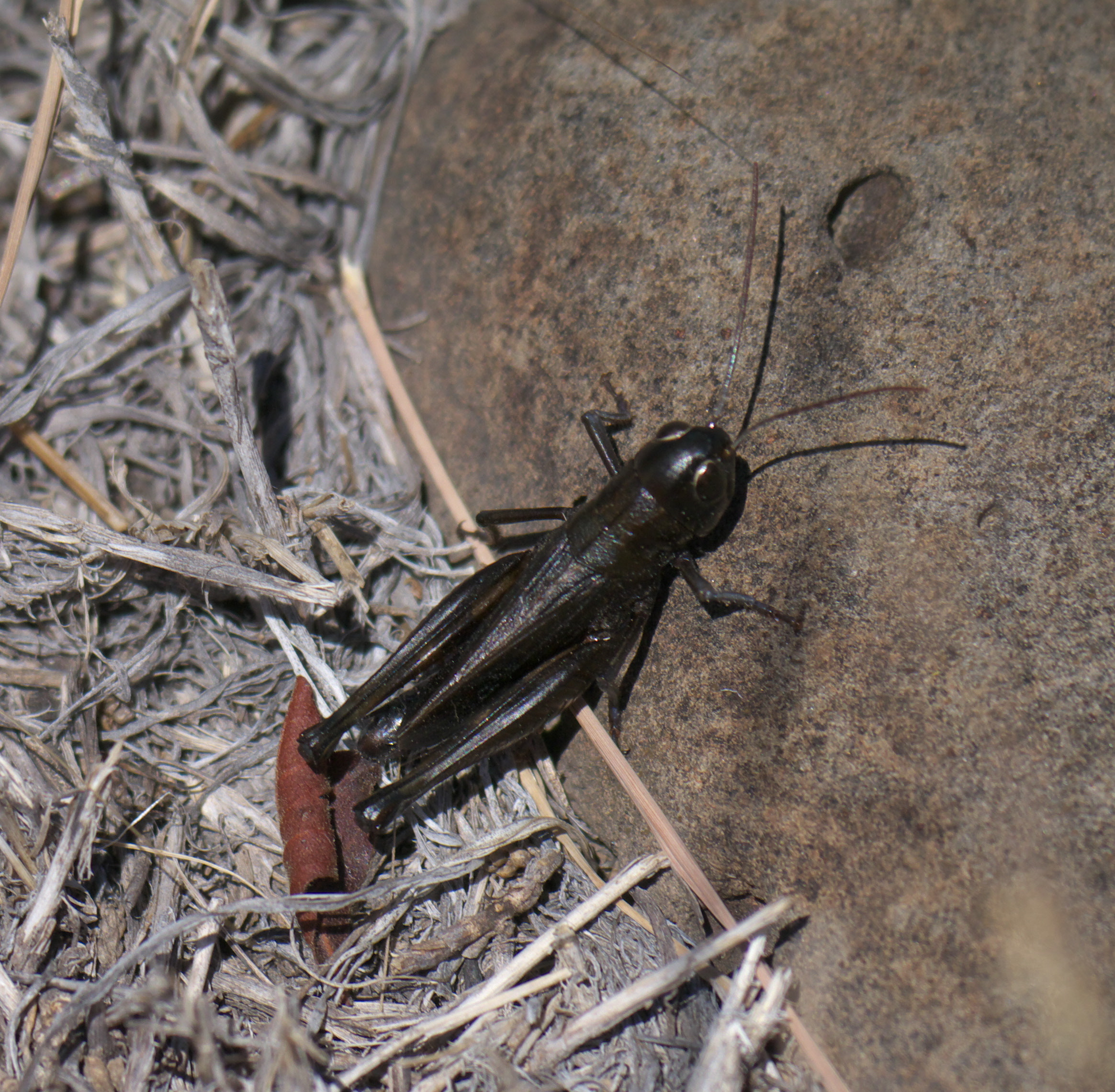
Boopedon nubilum

Las siguientes especies pertenecen al género Boopedon:
- Boopedon auriventris McNeill, 1899
- Boopedon dampfi (Hebard, 1932)
- Boopedon diabolicum Bruner, 1904
- Boopedon empelios Otte, 1979
- Boopedon flaviventris Bruner, 1904
- Boopedon gracile Rehn, 1904
- Boopedon nubilum (Say, 1825)
- Boopedon rufipes (Hebard, 1932)